# Ta Keo
Ta Keo a 10 – 11. század fordulóján épült hindu piramistemplom Angkorban, Kambodzsában. A Khleang stílusú templom építése  V. Dzsajavarman király uralkodása alatt kezdődött, ám halála miatt befejezetlen maradt. Ta Keo tornyai és díszítései hiányoznak.
A templom a keleti Barajtól 500 méterre, keletre áll. Téglalap alakú, 100 x 120 méteres laterit alapon álló homokkő építmény. Ta Keo öt koncentrikus teraszból áll. Az első két szint egyszerű fal, a templom alapja, mesterséges dombot alkot; a második kettőn egy-egy  galériasor  fut körbe, amelyet hatalmas kőtömbökből összeállított kereszt alakú gopurák (átjárók) díszítenek; a legfelső  teraszon öt, mind a négy égtáj felé nyitott piramisszerű szentély-torony emelkedik, a középső 14 méter magas. A templom díszítések nélkül is impozáns látványt nyújt.

## Külső hivatkozások
- APSARA – Ta Keo (angol)
- IGY TELT a 116. napunk – Angkorban[halott link]